# 張元禎
張元禎（1437年—1507年1月12日），初名元徵，字廷祥，號東白，江西南昌人，明代学者、政治人物。

## 生平
五岁能诗，宁靖王召见，赐名元徵。巡抚韩雍为改名。天顺三年（1459年）舉己卯科江西鄉試，天順四年（1460年）聯捷进士，选庶吉士，爲大学士李贤赏识。授编修。明宪宗时，参与编撰英宗实录。因为政见不合，以病辞官归乡。居家讲求学问二十年多年。后复用，正德年间官至吏部左侍郎，兼翰林院学士，掌詹事府。正德元年十二月（1507年）卒。天启初，追谥文恪。

## 著作
诗文朴素无华。著有《东白集》二十四卷，《四库总目》行于世。

## 轶事
張元禎任編修時，曾建言選六科給事中，不必拘於體貌長大，而當以器識遠大、學問該博、文章優贍者充任。